# Josef Stroh
Pour les articles homonymes, voir Stroh (homonymie).
Josef Stroh (né le 5 mars 1913 à Vienne en Autriche-Hongrie et mort le 7 janvier 1991 dans la même ville) était joueur et entraîneur autrichien de football qui évoluait en attaque.

## Biographie

### Joueur
Il joue sa carrière dans des clubs de Vienne et passe la majorité de sa carrière dans l'Austria Vienne.
En international, il joue tout d'abord avec l'équipe d'Autriche de 1935 à 1948 et participe à la coupe du monde 1934 en Italie ainsi qu'aux Jeux olympiques de 1948. Après l'annexion de son pays par Adolf Hitler, il joue ensuite avec l'équipe d'Allemagne entre 1938 et 1939 et participe à la coupe du monde 1938 en France.

### Entraîneur
Après sa carrière de joueur, il devient entraîneur et commence par prendre les rênes de quelques équipes autrichiennes telles le SC Wr. Neustadt, le FC Vienne ou encore le SC Schwechat.
Il part ensuite entraîner en Scandinavie plusieurs équipes suédoises comme le Jönköpings Södra IF une première fois entre 1951 et 1954 puis une seconde fois en 1969. Il s'occupe également du Malmö FF entre 1955 et 1959, puis du IFK Göteborg en 1959. Il a également une équipe norvégienne entre les mains, le SK Brann en 1964.